# Cololejeunea dianae
Cololejeunea dianae är en bladmossart som beskrevs av M.Wigginton. Cololejeunea dianae ingår i släktet Cololejeunea och familjen Lejeuneaceae. Inga underarter finns listade i Catalogue of Life.